# 2002年至2003年英格蘭足總盃
2002/03球季英格蘭足總盃（英語：FA Cup），是第122屆英格蘭足總盃，今屆賽事的冠軍是阿仙奴，他們在決賽以1:0擊敗修咸頓，奪得冠軍。
阿仙奴衛冕成功。

## 外部連結
1. 英格蘭足總盃官網Archive-It的存檔，存档日期2012-04-24
2. 英格蘭足總盃 歷屆冠軍（页面存档备份，存于）